# Gesamtkunstwerk

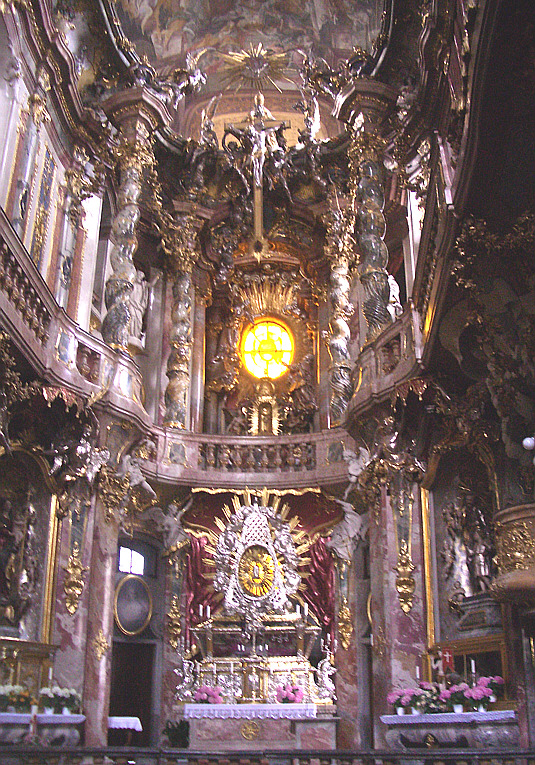
Exempel på Gesamtkunstwerk inom sakral arkitektur: Asamkirche i München

Allkonstverk, på tyska Gesamtkunstwerk, är en tysk term som ofta härleds till den tyske kompositören Richard Wagner (mitten av 1800-talet) och som från början syftar på en viss sorts operaföreställningar där man ansåg att musik, teater och bildkonst var lika viktiga delar för helheten. 
Wagner menade att i det klassiska grekiska dramat var dessa konstarter sammanflätade till en helhet men att de med tiden hade splittrats upp. Han var kritisk till sin samtids opera som han ansåg fokuserades för mycket på musiken och saknade dramatiska kvaliteter.
Idag används termen allkonstverk, eller Gesamtkunstwerk, för att beskriva ett konstnärligt uttryck som integrerar ett flertal konstarter.
Ett exempel på Gesamtkunstwerk är interiören till Asamkirche (1733–1746) i München, där arkitektur, skulptur, måleri och stuckatur har förenats till en helhet.